# Nossa Senhora dos Remédios
Nossa Senhora dos Remédios ist eine portugiesische Gemeinde (Freguesia) im Kreis (Município) Povoação auf der Azoren-Insel São Miguel. In ihr leben 1062 Einwohner (Stand 19. April 2021).